# Debiasing
Debiasing (deutsch etwa „Entzerren“) bezeichnet ein Bündel von Maßnahmen, die darauf abzielen negative Effekte durch kognitive Verzerrungen zu vermindern. Der Begriff Debiasing stammt ursprünglich aus der Psychologie und setzt sich zusammen aus dem lateinischen Präfix de- (für ab-, weg-, herab) und englisch cognitive bias oder lediglich bias für kognitive Verzerrung.

## Wissenschaftliche Einordnung
Debiasing spielt eine Rolle insbesondere in der der Psychologie (insbesondere Entscheidungspsychologie) und in Bereichen der Betriebswirtschaftslehre und Volkswirtschaftslehre, welche sich mit Fragestellungen des menschlichen Verhaltens und der Entscheidungsfindung befassen (Behavioral Accounting, Verhaltensökonomik, Verhaltensorientierte Finanzmarkttheorie, Marketing). 
Debiasing kann sowohl auf Ebene von Individuen oder Gruppen, als auch auf der Ebene von Organisationen bzw. Unternehmen stattfinden. Da kognitive Verzerrungen (englisch cognitive biases) in allen Bereichen, in denen Menschen Entscheidungen treffen, relevant sein können, sind die in der Wissenschaft diskutierten Ansätze zur Reduktion der potenziell negativen Effekte durch kognitive Verzerrungen vielfältig. Grundsätzlich sollte sich die gewählte Debiasing-Maßnahme an der zu vermindernden kognitiven Verzerrung orientieren. Während beispielsweise einfachere Denkfehler durch Training vermindert werden können, hat sich gezeigt, dass die Selbstüberschätzung (auch Overconfidence-Bias genannt) nicht durch Expertise vermindert, sondern in manchen Fällen sogar erhöht wird.

## Systematisches Debiasing im Unternehmenskontext
Für Unternehmen, die Debiasing nutzen möchten, um die Qualität ihrer Entscheidungen und Effizienz ihrer Prozesse und verbessern, bietet sich ein systematisches Vorgehen an. Entscheidungen in Unternehmen, die durch kognitive Verzerrungen zu Fehlinvestitionen führen, können sowohl mit hohen direkten Kosten für das Unternehmen verbunden sein, als auch zu indirekten Kosten durch den Verlust von Reputation bei Kunden oder Arbeitnehmern führen. Ein systematisches Debiasing kann dazu beitragen derartige Kosten möglichst gering zu halten, weshalb das Thema Debiasing sowohl in der Wissenschaft als auch in der Unternehmenspraxis an Bedeutung gewinnt. Im Fall der Gesundheitsbranche, in der Debiaising ebenfalls eine immer größere Rolle einnimmt, kann das Vermeiden von Fehldiagnosen sogar Leben retten.
Die klassischen Instrumente der Prinzipal-Agent-Theorie, (monetäre) Anreize und Kontrollen, können in bestimmten Situationen zwar gegen kognitive Verzerrungen eingesetzt werden, kommen aber schnell an ihre Grenzen. Insbesondere können schlecht ausgestaltete Anreiz- und Kontrollmechanismen dazu führen, dass sich für das Unternehmen schädliche kognitive Verzerrungen verstärken oder zusätzlich entstehen. Deshalb werden für die Reduktion von kognitiven Verzerrungen stetig weitere Maßnahmen entwickelt. Die Entwicklung von Maßnahmen sollte sich an den für die Situation relevanten kognitiven Verzerrungen orientieren und im Gegenstromverfahren entwickelt werden. Für die Implementierung von Debiasing ist es besonders wichtig, dass neben einem systematischen Vorgehen auch der spezifische unternehmerische Kontext betrachtet wird.
Beispiele für Maßnahmen, welche Unternehmen im Rahmen eines systematischen Debiasing nutzen können, sind:
- Advocatus Diaboli (auch bekannt als Advokat des Teufels (englisch Devil’s Advocate))
- Mathematische Modelle
- Pre-Mortem-Analyse
- Rechtfertigung (Ergebnisrechtfertigung oder Prozessrechtfertigung)
- Training
- Weisheit der Masse (vergleiche Weisheit der Vielen)

Wird sich eine kognitive Verzerrung zu Nutze gemacht, um damit den Effekt einer anderen kognitiven Verzerrungen zu vermindern, spricht man auch von Rebiasing (vom lateinischen Präfix re-  für zurück und englisch cognitive bias oder lediglich bias für kognitive Verzerrung).